# Rory Fitzpatrick
Rory Brian Fitzpatrick (* 11. Januar 1975 in Rochester, New York) ist ein ehemaliger US-amerikanischer Eishockeyspieler, der im Verlauf seiner aktiven Karriere zwischen 1992 und 2010 unter anderem 307 Spiele für die Canadiens de Montréal, St. Louis Blues, Nashville Predators, Buffalo Sabres, Vancouver Canucks und Philadelphia Flyers in der National Hockey League auf der Position des Verteidigers bestritten hat. Besondere Aufmerksamkeit wurde Fitzpatrick rund um die Kampagne zu seiner Wahl ins NHL All-Star Game 2007 zuteil.

## Karriere
Rory Fitzpatrick begann seine Karriere 1990 in seiner Heimat Rochester, ehe er 1992 in die kanadische Juniorenliga Ontario Hockey League zu den Sudbury Wolves wechselte. Nach seiner ersten Saison, in der er sich als Verteidiger präsentierte, der sowohl das physische Spiel beherrschte, als auch in der Offensive Akzente setzen konnte, wurde er von den Canadiens de Montréal in der zweiten Runde des NHL Entry Draft 1993 an Position 47 ausgewählt.
Nach zwei weiteren Spielzeiten in der OHL wechselte er 1995 zu den Canadiens in die National Hockey League, wo er in seinem ersten Jahr 42 Spiele absolvierte. Außerdem kam er für die Fredericton Canadiens, dem AHL-Farmteam von Montréal, zum Einsatz. Nachdem er acht Spiele in der Saison 1996/97 für Montréal absolviert hatte, wurde er zu den St. Louis Blues transferiert. Dort spielte er in der Saison nur noch zweimal in der NHL und verbrachte den Rest bei den Worcester IceCats in der AHL. Die folgenden Jahre spielte er fast ausschließlich bei den Farmteam von St. Louis und erhielt nur noch einen Einsatz in der NHL. Im Oktober 1998 wurde er von den Boston Bruins im NHL Waiver Draft verpflichtet, aber nur zwei Tage später wieder an die Blues zurückgegeben. Im Februar 2000 wurde er von den Blues im Tausch für Dan Keczmer zu den Nashville Predators transferiert, wo er es aber auch nicht in den NHL-Kader schaffte und nur zwei NHL-Einsätze in der Saison 2000/01 erhielt, ehe er im Januar 2001 an die Edmonton Oilers abgegeben wurde.
Im Sommer 2001 war Fitzpatrick ein Free Agent und erhielt einen Vertrag bei den Buffalo Sabres. In seinem ersten Jahr bei den Sabres spielte er hauptsächlich beim Farmteam, den Rochester Americans, die in Fitzpatricks Heimatstadt angesiedelt sind. In der Spielzeit 2002/03 durfte er immerhin 36 Mal für die Sabres in der NHL aufs Eis und erzielte auch sein erstes NHL-Tor, ehe er zum Stammspieler in der Saison 2003/04 aufstieg. Da die NHL-Saison 2004/05 wegen des Lockout ausfiel, nahm Fitzpatrick Gelegenheitsjobs an, erhielt aber gegen Ende der Saison bei den Rochester Americans einen Vertrag, wo er die restlichen 20 Spiele der Saison absolvierte. In der Saison 2005/06 behielt er bei den Sabres den Status als Stammspieler, allerdings fehlte er 26 Spiele wegen Krankheiten und Verletzungen.
Im August 2006 unterschrieb er einen Vertrag bei den Vancouver Canucks. Dort spielte er eine solide Saison und erreichte mit der Mannschaft die zweite Runde der Playoffs. Nach der Saison wurde sein Vertrag jedoch nicht verlängert. Einen Monat vor Beginn der Saison 2007/08 erhielt einen Probevertrag für das Trainingscamp der Philadelphia Flyers, der mit dem Saisonstart aber vorerst in keinen dauerhaften Vertrag umgewandelt wurde. Am 9. Oktober verpflichteten ihn die Flyers aber doch noch. Nach einem Jahr dort kehrte er für weitere zwei Spielzeiten zu den Rochester Americans in seine Heimatstadt zurück. Nach der Saison 2009/10 beendete der Verteidiger seine aktive Karriere im Alter von 35 Jahren.

### NHL All-Star Game 2007
| Name              | Team              | Stimmen |
| ----------------- | ----------------- | ------- |
| Scott Niedermayer | Anaheim Ducks     | 591.657 |
| Nicklas Lidström  | Detroit Red Wings | 573.069 |
| Rory Fitzpatrick  | Vancouver Canucks | 550.177 |
| Chris Pronger     | Anaheim Ducks     | 433.972 |
| Dion Phaneuf      | Calgary Flames    | 395.168 |

Die NHL führte im Herbst 2006 ein neues Wahlsystem für das NHL All-Star Game 2007 ein, wonach jeder so oft abstimmen durfte, wie er wollte. Einige Fans, die nichts von diesem neuen System hielten, schlossen sich in Internetforen zusammen um die Nachteile des neuen Wahlsystems offenzulegen. Während von vielen Fans Spieler gewählt wurden, die besonders starke Leistungen als Scorer oder offensiver Verteidiger zeigten, entschloss sich die Gruppe der Gegner genau den gegenteiligen Typ von Spieler in das All-Star-Game zu wählen und entschieden sich dabei für Rory Fitzpatrick, der zu Beginn der Wahl keinen Scorerpunkt auf seinem Konto hatte. Die Idee breitete sich schnell über weitere Internetforen aus und fand immer mehr Anhänger, die für Fitzpatrick stimmten. Mit der Zeit gab es sogar Wahlwerbespots auf dem Internetportal YouTube und es wurde sogar eine Homepage ins Internet gestellt, die für Rory Fitzpatrick als All-Star warb.
Während die Kampagne zuerst als lustige Aktion gegen das neue Wahlsystem gedacht war, entwickelte sie sich mit der Zeit zu einer symbolischen Geste. Viele Fans wählten mittlerweile für Fitzpatrick, weil sie der Meinung waren, dass ein Verteidiger, der nicht durch hohe Punktzahlen herausragt, sondern für sein Team hart arbeitet und daher nicht im Rampenlicht steht, es ebenso verdient hat in das Allstar-Game gewählt zu werden, wie offensivstarke Verteidiger.
Die Aktion wurde auch von Mitgliedern seines NHL-Teams, den Vancouver Canucks, unterstützt. So trugen seine Teamkameraden bei einem Training T-Shirts mit der Aufschrift „Vote for Rory“. Eine Woche vor dem Ende der Wahl hatte Fitzpatrick bereits 486.842 Stimmen in der Western Conference erhalten und lag auf dem dritten Platz bei den Verteidigern mit 36.000 Stimmen Rückstand auf Platz zwei, den er erreichen musste, um sicher im All-Star-Team der Western Conference zu stehen. Denn es war nicht zu erwarten, dass die Trainer der Western Conference ihn in den Kader berufen würden.
Das Ende der Wahl war am 2. Januar 2007 und eine Woche später wurde das Ergebnis bekannt gegeben. Fitzpatrick hatte den Sprung auf Platz zwei nicht geschafft und hatte einen Rückstand von knapp 23.000 Stimmen.

## Erfolge und Auszeichnungen
- 1997 AHL All-Star Classic
- 1998 AHL All-Star Classic
- 2009 AHL All-Star Classic

## Karrierestatistik

### International
Vertrat die USA bei:
- Junioren-Weltmeisterschaft 1995

(Legende zur Spielerstatistik: Sp oder GP = absolvierte Spiele; T oder G = erzielte Tore; V oder A = erzielte Assists; Pkt oder Pts = erzielte Scorerpunkte; SM oder PIM = erhaltene Strafminuten; +/− = Plus/Minus-Bilanz; PP = erzielte Überzahltore; SH = erzielte Unterzahltore; GW = erzielte Siegtore; 1 Play-downs/Relegation; Kursiv: Statistik nicht vollständig)